# Бармас, Семён Михайлович
Семён Михайлович Бармас (15 мая 1922, Березовка — 19 сентября 2008, Москва) — российский военный учёный, специалист в области оперативного искусства и тактики РВСН по проблемам живучести войск и восстановлению их боеготовности в современной войне, генерал-майор (1962), доктор военных наук (1975), профессор (1977), заслуженный деятель науки РФ (1992).
Родился 15.05.1922 в с. Березовка (сейчас — Березовский район Одесской области).
Окончил Харьковское артиллерийское училище (1942) и Военную артиллерийскую академию им. Ф. Э. Дзержинского (1953, с отличием).
Участник Великой Отечественной войны с 1942 по 9 мая 1945 в составе Южного, Сталинградского, 4-го Украинского, 1-го и 3-го Белорусских, 1-го Украинского фронтов: командир орудия, взвода, батареи, дивизиона.
После окончания академии — командир артиллерийского полка, затем (1956—1959) заместитель командира артиллерийской дивизии прорыва РВГК.
С 1959 г. начальник факультета Рижского высшего артиллерийского инженерного училища. С 1960 по 1967 г. начальник Пермского высшего командно-инженерного училища. Генерал-майор (1962).
В 1967- 1987 гг. начальник Командного факультета Военной академии им. Ф.Э. Дзержинского. С 1987 г. в отставке,  профессор кафедры оперативного искусства, старший научный сотрудник Научно-исследовательской лаборатории
Военной инженерной Академии имени Ф. Э. Дзержинского.
Доктор военных наук (1975), профессор (1977). Автор более 200 научных и научно-методических трудов, в том числе 6 монографий, 5 учебников. Получил 6 авторских свидетельств на изобретения, подготовил 52 кандидатов наук, научный консультант у 12 докторов наук.
Заслуженный деятель науки РФ (1992). Награждён орденами Александра Невского (1943), Отечественной войны I степени (1944, 1985) и II степени (1944), Красной Звезды (1944, 1956), Знак Почета (1981), «За службу в Вооруженных Силах СССР» 3 степени (1975) и медалями.
Умер 19.09.2008 в Москве; похоронен на Троекуровском кладбище.
Сочинения:
- Анализ работы командиров частей и подразделений и вопросы улучшения подготовки офицерских кадров в военно-инженерных училищах (1965),
- Проблема живучести и восстановление боеспособности армии в современной войне (1975),
- Военно-стратегические концепции империализма (1980),
- Боевое применение соединений и объединений РВСН (1977),
- Оружие массового поражения и защита войск и объектов (1980),
- Оперативное искусство РВСН (1984),
- Тактика вида РВСН (1986),
- Служба штабов РВСН (1987),
- Марксистско-ленинская философия и методологические проблемы военной теории и практики [Текст] : Учеб. пособие / Д-р воен. наук, проф. Бармас С.М., кандидаты филос. наук, доц. Волков А.Ф., Ещенко В.С. и др. ; Под ред. М.П. Шендрика и А.Ф. Волкова. - Москва : [б. и.], 1978. - 302 с.; 22 см.